# Muntingiaceae
Muntingiaceae — родина квіткових рослин, що належать до порядку мальвових. Родина складається з трьох родів: Dicraspidia, Muntingia і Neotessmannia, кожен з яких має один вид. Це деревні рослини тропічних регіонів Америки. Старіша система Кронквіста помістила ці роди в родину Tiliaceae, з якою вони мають морфологічну схожість, але не мають еволюційної спорідненості. Muntingia calabura широко розповсюджена в тропічних регіонах через її їстівні плоди. Dicraspidia donnell-smithii та Neotessmannia uniflora є двома іншими видами родини, останній відомий лише з гербарних зразків.